# Arnsberg
Arnsberg (pronunciación en alemán: /ˈaʁnsˌbɛʁk/ⓘ) es una municipalidad alemana del estado de Renania del Norte-Westfalia, ubicada en el distrito de Hochsauerland. Su población ascendía en 2009 a unos 74 805 habitantes.

## Geografía
Cubre un área de 193,45 km², con una altura sobre el nivel del mar de 212 m. El 31 de diciembre de 2009, tenía una población de 74 805 habitantes, lo que daba una densidad poblacional de 387 habitantes por km².

## División de la localidad
Arnsberg consta de 15 distritos:
- Neheim (23 448 habitantes)
- Arnsberg (19 355 habitantes)
- Hüsten (11 304 habitantes)
- Oeventrop (6713 habitantes)
- Herdringen (4118 habitantes)
- Bruchhausen (3337 habitantes)
- Müschede (2870 habitantes)
- Voßwinkel (2523 habitantes)
- Niedereimer (2082 habitantes)
- Holzen (2022 habitantes)
- Rumbeck (1305 habitantes)
- Wennigloh (1004 habitantes)
- Bachum (959 habitantes)
- Breitenbruch (219 habitantes)
- Uentrop (346 habitantes)

## Historia
A fines del siglo XI, el conde Federico el Belicoso (en alemán Friedrich der Streitbare) construyó un castillo en el cerro "Adlerberg", mencionado por primera vez en 1102. Este castillo se transformó en semilla y núcleo de la ciudad que comenzó a formarse a sus pies.
El crecimiento relativamente rápido de la ciudad hizo necesaria la primera ampliación a partir del siglo XIII. En este tiempo Arnsberg contaba con unos 1000 habitantes.

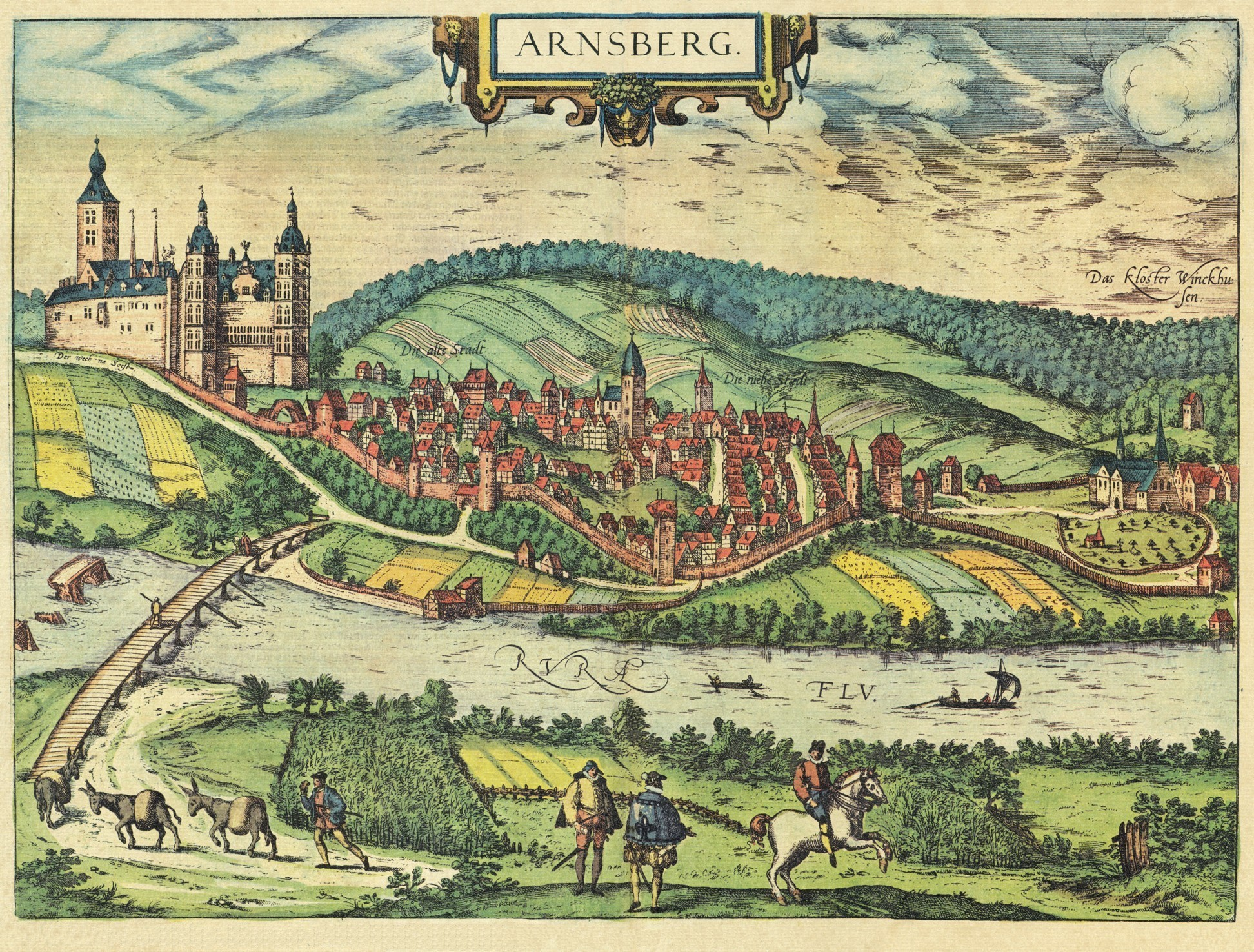
Arnsberg en la segunda mitad del

El último conde de Arnsberg fue Gottfried IV. Sin herederos, vendió en 1368 su condado al Arzobispado de Colonia. Hasta 1801, Arnsberg perteneció a dicho arzobispado y fue residencia temporal de los arzobispos. Durante su gobierno, a fines del siglo XVI transformaron el antiguo castillo medieval en una residencia representativa, que fue destruida en 1762 durante la guerra de los Siete Años, permaneciendo como ruina desde entonces.
Como consecuencia de la expansión napoleónica de Francia y la reorganización administrativa del Sacro Imperio Romano Germánico, la región de Westfalia y la ciudad de Arnsberg formaron parte del condado de Hesse-Darmstadt. Después de la derrota de Napoleón en Waterloo y del congreso de Viena, Arnsberg fue incorporado al reino de Prusia. Durante este tiempo, Arnsberg fue capital de provincia. La llegada de una gran cantidad de empleados públicos de Prusia dio un impulso al crecimiento de la ciudad. Con el estilo del arquitecto berlinense Schinkel se construyeron barrios totalmente nuevos que unieron la ciudad antigua con el, hasta entonces, aislado monasterio de Wedighausen. Además, por primera vez la ciudad se expandía hasta la orilla este del río Ruhr. Entre otros, y hasta 1830, se construyeron la primera iglesia luterana, edificios administrativos y 75 nuevas casas residenciales. 
Después de la Segunda Guerra Mundial formó parte del nuevo estado federado de Renania del Norte-Westfalia.

## Ciudades hermanadas
- Alba Iulia (Rumania)
- Deventer (Holanda)
- Fos-sur-Mer (Francia)
- Distrito de Bexley (Reino Unido)
- Olesno (Polonia)